# Pays d'Arlon
Le Pays d’Arlon ou Pays arlonais (en luxembourgeois : Arelerland) est une sous-région traditionnelle et culturelle de Belgique située dans le sud-est de la province de Luxembourg en Région wallonne. Elle possède une forte culture luxembourgeoise et apparaît très liée au grand-duché de Luxembourg voisin. Sa capitale régionale est Arlon.
Il s'agit de la partie de la Belgique où le luxembourgeois est la langue vernaculaire traditionnelle, la région étant limitrophe avec le Luxembourg. L’Areler (arlonais) est le dialecte le plus occidental du luxembourgeois.
La Communauté française de Belgique reconnaît par un décret de 1990 la spécificité linguistique et culturelle des utilisateurs des « langues régionales endogènes », dont le luxembourgeois.

## Toponymie
- En luxembourgeois : Arelerland.
- En allemand : Areler Land, Altbelgien-Süd et Südostecke.

## Géographie

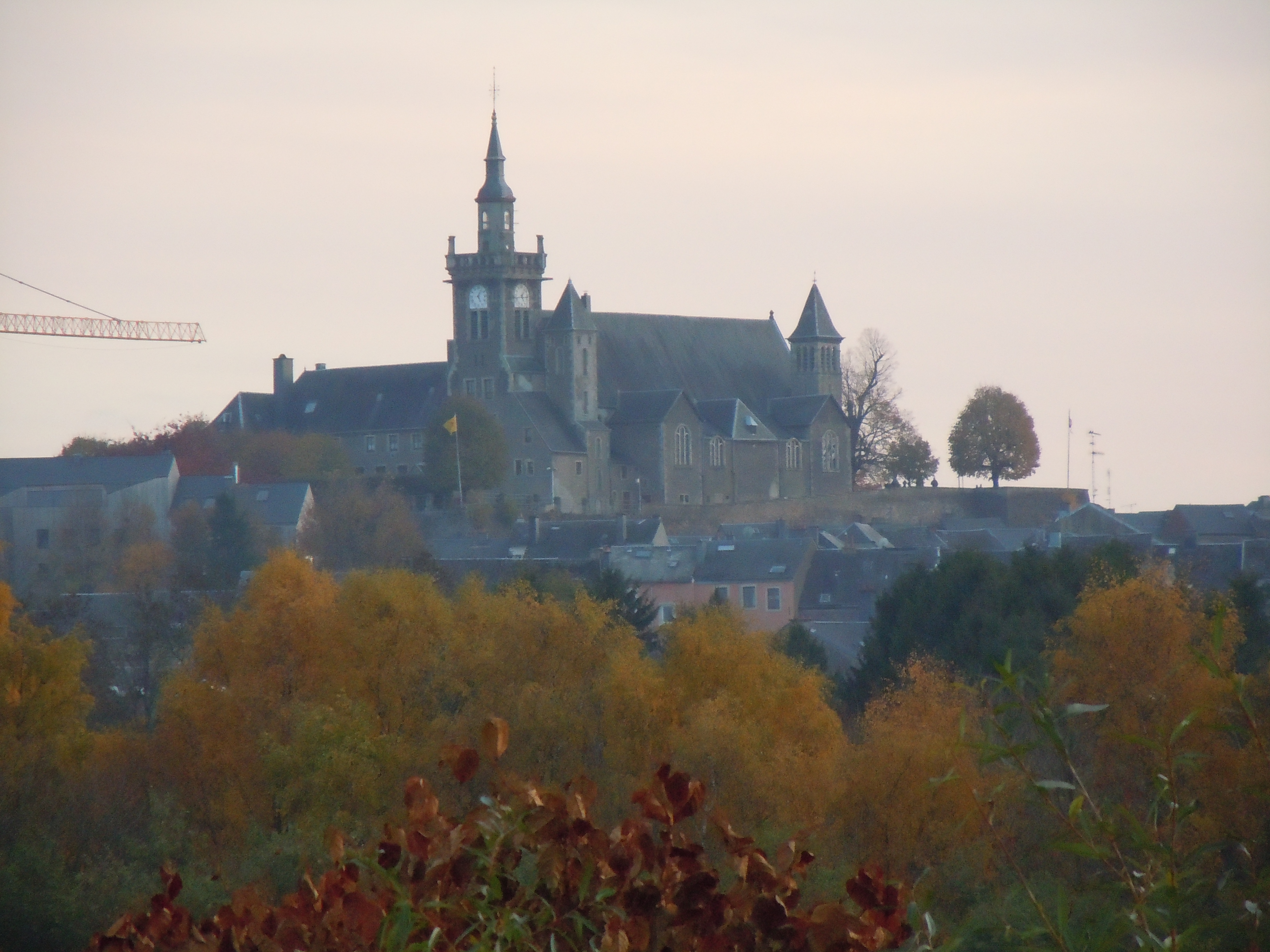
Ve d'Arlon et de l'Église Saint-Donat, sur la colline de la Knippchen.

La région est délimitée à l’ouest par la Gaume (une autre sous-région linguistique de Belgique), au nord par l’Ardenne (dont fait partie la pointe nord de la région), à l’est par le Luxembourg et au sud par la région française du Pays Haut.
Elle correspond en grande partie à l’arrondissement d'Arlon. Elle comprend, du nord au sud, les communes de Fauvillers (partie orientale), Martelange, Attert, Habay (uniquement la section de Hachy), Arlon, Messancy et Aubange (partie orientale).

### Géologie
Le Pays d’Arlon est situé sur deux régions géologiques distinctes. Ses trois quarts sud se trouvent en Lorraine belge, seule région du Jurassique (ère secondaire) de Belgique. Son quart nord, qui couvre les communes de Fauvillers, Martelange et Attert (en partie), se trouve en Ardenne, dont le terrain date du Dévonien inférieur. La transition se fait par une bande du Trias (Ère secondaire) traversant le centre de la commune d’Attert.
Les trois cuestas caractéristiques de la Lorraine belge se retrouvent dans le Pays d’Arlon :
- la cuesta sinémurienne au nord d’Arlon ;
- la cuesta charmouthienne au nord d’Aubange ;
- la cuesta bajocienne après la frontière belgo-française au niveau de Mont-Saint-Martin[6].

### Localités

Le Pays d'Arlon correspond à peu de chose près au territoire de l'arrondissement administratif d'Arlon.

Voici les localités appartenant au Pays d’Arlon, classées par commune et section avec leur nom luxembourgeois entre parenthèses :
- Commune d’Arlon :
  - Arlon (Arel)
  - Autelbas (Nidderelter) : Autelhaut (Uewerelter), Barnich (Barnech), Clairefontaine (Baardebuerg, parfois Badebuerg), Stehnen (Stienen), Sterpenich (Sterpenech), Weyler (Weller)
  - Bonnert (Bunnert) : Frassem (Fruessem), Seymerich (Seimerech), Viville (Alenuewen), Waltzing (Walzéng)
  - Guirsch (Giisch) : Heckbous (Heckbuus)
  - Heinsch (Häischel) : Freylange (Frällen), Schoppach (Schappech), Stockem (Stackem)
  - Toernich (Täernech, Ternech) : Udange (Eiden)
  - Partie septentrionale de l'ancienne commune de Wolkrange : Sesselich (Siesselech)
  - Partie orientale de l'ancienne commune d'Hachy (Häerzeg) : Fouches (Affen), Sampont (Sues), Petit-Fouches (Heiden)
- Commune d’Attert :
  - Attert (Atert) : Grendel (Grendel), Luxeroth (Luxeroth), Post (Pass), Schadeck (Schuedeck), Schockville (Schakeler)
  - Nobressart (Gehaanselchert) : Almeroth (Almeroth), Heinstert (Heeschtert)
  - Nothomb (Noutem) : Parette (Parrt), Rodenhoff (Roudenhaff)
  - Thiaumont (Diddebuurg) : Lischert (Leschert)
  - Tontelange (Tontel) : Metzert (Metzert)
- Commune d’Aubange :
  - Aubange (Éibeng, Éiben)
  - Athus (Attem) : Guerlange (Gierleng), Noedelange
  - dans la section de Halanzy (Hueldang) : Aix-sur-Cloie (Esch-op-der Huurt), Battincourt (Beetem)
- Commune de Fauvillers :
  - Fauvillers : Bodange (Biedeg), Wisembach (Wiisbech)
  - Tintange (Tënnen) : Warnach (Warnech)
- Commune de Habay :
  - Hachy (Häerzeg)
- Commune de Martelange :
  - Martelange (Maartel) : Grumelange (Gréimel), Radelange (Réidel)
- Commune de Messancy :
  - Messancy (Miezeg) : Differt (Déifert), Longeau (Laser), Turpange (Tiirpen)
  - Habergy (Hiewerdang) : Bébange (Biében), Guelff (Giélef)
  - Hondelange (Hondeléng, Hondel)
  - Sélange (Séilen)
  - Wolkrange (Woulker) : Buvange (Béiwen)

### Cours d’eau
Le Pays d’Arlon est drainé par des cours d’eau appartenant aux deux bassins versants suivants :
- celui de la Meuse, à l’ouest et au sud, avec la Semois, la Chiers et la Messancy ;
- celui du Rhin (via la Moselle), au nord et à l’est, avec la Sûre, l’Attert et l’Eisch.

## Histoire

### Contexte: période néerlandaise

Carte des dix-sept provinces composant le Royaume uni des Pays-Bas, plus le Grand-duché de Luxembourg, au sud, propriété du roi des Pays-Bas, Guillaume Ier.

Après la défaite de Napoléon Ier et la fin du Premier Empire qui avait annexé les anciens Pays-Bas autrichiens, dont faisait partie le Luxembourg au sens large, les puissances européennes victorieuses se réunirent lors du congrès de Vienne pour réorganiser leurs territoires et leurs frontières. Ells décidèrent de la création d'un nouvel état tampon entre la France et la Confédération germanique (née au même moment), en créant le royaume uni des Pays-Bas (que l'on peut comparer au territoire du Benelux actuel). Les puissances choisirent de confier ce nouvel état à Guillaume Ier de la maison d'Orange-Nassau avec le titre de « roi des Pays-Bas ». Cependant, la création de la Confédération germanique avait privé Guillaume de quelques principautés et territoires privés situés dans la région de Coblence. En conséquence, il reçut, à titre de compensation, des terres situées directement au sud de son nouveau royaume mais qui demeuraient sa propriété personnelle : le grand-duché de Luxembourg, formé pour l'occasion sur les bases de l'ancien Duché de Luxembourg et dont il devint le premier grand-duc. Ce territoire correspond grosso modo à l'actuel Luxembourg et à la province belge de Luxembourg et formait une union personnelle avec le Royaume uni des Pays-Bas dont le souverain partageait alors les deux titres : roi et grand-duc. Le Pays d'Arlon en faisait donc partie, sans encore exister officiellement.

### Genèse: période belge

Les sous-régions linguistiques de Wallonie
Pays d’Arlon
Gaume

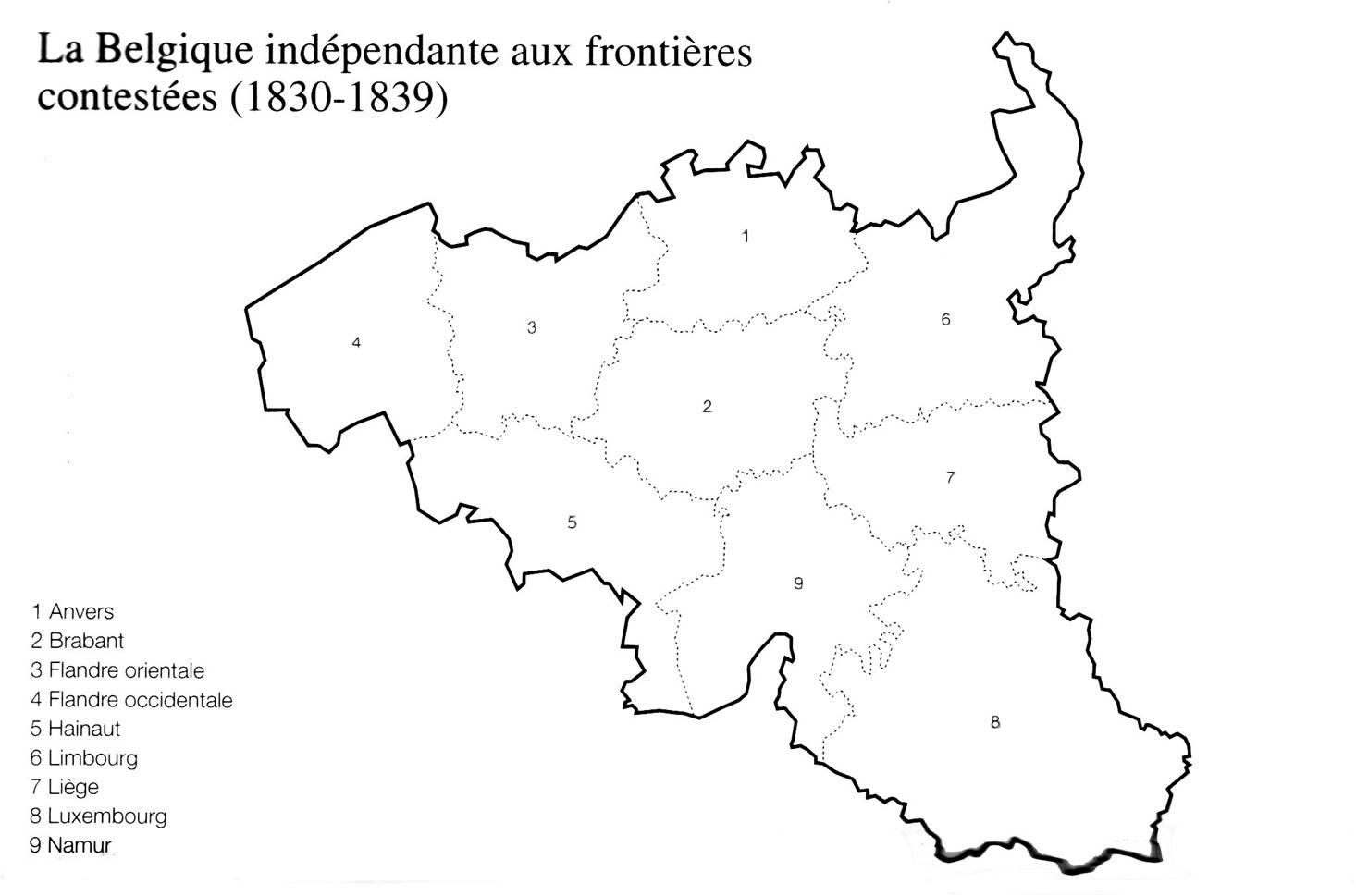
Les limites du territoire belge avant le traité des XXIV articles.

Cependant, le royaume uni des Pays-Bas et ses dix-sept provinces ne vécut pas longtemps. En effet, en aout 1830 éclate la révolution belge qui mène la déclaration d'indépendance de la Belgique le 4 octobre 1830, lors de laquelle les huit provinces méridionales du Royaume font sécession, entrainant le début de la guerre belgo-néerlandaise. Afin de régler ce conflit, les grandes puissances européennes se réunirent lors de la conférence de Londres pour aboutir à la reconnaissance de la jeune Belgique et à l'établissement de ses frontières. Le gouvernement provisoire de Belgique revendiquait alors tout le Luxembourg dont la population avait en partie adhéré à la révolution avec des figures locales telles que Charles Metz, Jean-Baptiste Nothomb ou Jean-Pierre Willmar (la population de la capitale-forteresse, cependant, était restée fidèle au roi grand-duc, avec des « orangistes » comme Jean Ulveling ou Jean-Jacques Willmar).
Le 21 mai 1831, la conférence adopte le protocole n°24 qui envisage l'achat du Grand-duché de Luxembourg par la Belgique, ce qui fut refusé par Guillaume Ier. A l'issue des négociations, un premier traité est signé, le traité des XVIII articles dans lequel l'article 3 précise que :

« Les cinq puissances emploieront leurs bons offices pour que le statu quo dans le grand-duché de Luxembourg soit maintenu pendant le cours de la négociation séparée que le souverain de la Belgique ouvrira avec le roi des Pays-Bas et avec la Confédération germanique, au sujet dudit grand-duché, négociation distincte de la question des limites entre la Hollande et la Belgique. »

À la suite de cela, les cinq puissances (Autriche, France, Pays-Bas, Prusse, Royaume-Uni et Russie) décidèrent de partager le Grand-Duché entre son propriétaire légitime, Guillaume Ier, et le jeune État belge. Chose nouvelle dans l'esprit des diplomates de l'époque, le partage devait se faire dans le respect de la frontière linguistique entre les parlers germanique (luxembourgeois, allemand etc.) omniprésents dans la partie orientale du Luxembourg et les parlers romans (wallon et gaumais) en vigueur dans la partie occidentale.
Les négociations débutent alors et l'ambassadeur plénipotentiaire du roi des français, Charles-Maurice de Talleyrand-Périgord, insista pour que la route menant de Metz à Liège (dont une partie deviendra l'actuelle nationale 4), en passant par Thionville, Longwy, Arlon, Martelange et Bastogne, fût attribuée à la Belgique avec les villages des alentours. Ceci dans le but de la soustraire à l'influence de la Confédération germanique dont le Grand-Duché de Luxembourg était un État-membre; d'ailleurs une garnison prussienne exerçait depuis 1815 le droit de garnison dans la capitale-forteresse de Luxembourg. Localement, des propriétaires terriens ou maîtres de forge des débuts de l'industrie sidérurgique, firent pour leur part jouer leurs relations pour que leurs terres ou entreprises fussent rattachées à la Belgique plutôt que d'être laissées au Grand-Duché. Parmi eux, Jean-Baptiste Nothomb alors détaché au cabinet du ministre des Affaires étrangères qui tenta de rattacher Pétange (où sa famille dispose d'un château) mais sans succès.
Un nouveau traité fut alors signé le 15 novembre 1831 : le traité des XXVII articles, dont l'article 2 définit clairement la nouvelle frontière entre la Belgique et le Luxembourg :

« Dans le grand-duché de Luxembourg, les limites du territoire belge seront telles qu'elles vont être décrites ci-dessous :
À partir de la frontière de France entre Rodange, qui restera au grand-duché de Luxembourg, et Athus, qui appartiendra à la Belgique, il sera tiré, d'après la carte ci-jointe, une ligne qui, laissant à la Belgique la route d'Arlon à Longwy, la ville d'Arlon avec sa banlieue, et la route d'Arlon à Bastogne, passera entre Messancy, qui sera sur le territoire belge, et Clemency, qui restera au grand-duché de Luxembourg, pour aboutir à Steinfort, lequel endroit restera également au grand-duché. De Steinfort, cette ligne sera prolongée dans la direction d'Eischen, de Hecbus, Guirsch, Oberpalen, Grende, Nothomb, Parette et Perlé, jusqu'à Martelange ; Hecbus, Guirsch, Grende, Nothomb et Parette devant appartenir à la Belgique, et Eischen, Oberpalen, Perlé et Martelange, au grand-duché. De Martelange, ladite ligne descendra le cours de la Sûre, dont le thalweg servira de limite entre les deux États, jusque vis-à-vis Tintange, d'où elle sera prolongée aussi directement que possible vers la frontière actuelle de l'arrondissement de Diekirch, et passera entre Surrel, Harlange, Tarchamps, qu'elle laissera au grand-duché de Luxembourg, et Honville, Hivarchamps et Loutermange, qui feront partie du territoire belge ; atteignant ensuite, aux environs de Doncols et de Soulez, qui resteront au Grand-Duché, la frontière actuelle de l'arrondissement de Diekirch, la ligne en question suivra ladite frontière jusqu'à celle du territoire prussien. Tous les territoires, villes, places et lieux situés à l'ouest de cette ligne, appartiendront à la Belgique ; et tous les territoires, villes, places et lieux situés à l'est de cette même ligne, continueront d'appartenir au grand-duché de Luxembourg. »

Ce traité ne fut toutefois pas reconnu avant 1838 par Guillaume Ier qui considérait toujours la Belgique comme non viable et qui maintenait l'espoir de récupérer ses territoires et son Royaume. Toutefois, c'était bel et bien la Belgique qui contrôlait pratiquement le grand-duché, sauf sa capitale-forteresse.
Il fallut attendre le traité des XXIV articles signé le 19 avril 1839 pour que la séparation soit officiellement ratifiée entre les deux parties par ce nouveau traité qui se basait sur celui de 1831, en reprenant les termes de l'article 2 concernant la frontière. Les nouveaux territoires belges devinrent alors officiellement la neuvième province du Royaume : la province de Luxembourg et c'est ainsi que naquit le « Pays d'Arlon », luxembourgophone (Arelerland), qui y fut rattaché.
Avec le temps, et du fait qu'Arlon est chef-lieu de province, ville de garnison, siège d'établissements d'enseignement secondaire, nœud ferroviaire, etc., la sous-région constituée par le Pays d'Arlon a été progressivement francisée.

### XXesiècle
On sait que l'Empire allemand de Guillaume II aurait annexé le Pays d'Arlon, en même temps que le Grand-Duché de Luxembourg occupé en dépit de sa neutralité imposée en 1867, si les empires centraux avaient gagné la Première Guerre mondiale (1914-1918). On peut affirmer sans crainte de se tromper que le même sort aurait frappé ces deux entités si Hitler l'avait remporté lors de la Seconde Guerre mondiale.

## Recensements linguistiques pour les communes du Pays d’Arlon
Le recensement de 1846 n'enquêta que sur la langue couramment employée. À partir de 1866, le recensement portait sur la connaissance des différentes langues nationales. À partir de 1910, on questionnait sur la connaissance, mais également sur la langue utilisée le plus fréquemment, sans pour autant spécifier dans quel contexte (vie privée, publique, professionnelle).
Langues exclusivement connues :
Langue exclusivement ou le plus fréquemment parlée :

## Les bornes frontières
Le tracé de la frontière belgo-luxembourgeoise a été défini lors de la conférence de Londres du 19 avril 1839. Seules la partie francophone du Luxembourg et la région d’Arlon furent accordées à la Belgique.
Le 7 août 1843 furent installées 507 bornes, dont 286 en fonte, le long de la frontière à la suite du traité de Maastricht. De chaque côté des bornes se trouvent les armoiries respectives. De nombreuses bornes sont trouées par des impacts de balles tirées par des chasseurs mécontents du partage du Luxembourg en 1839 ou lors des guerres mondiales.

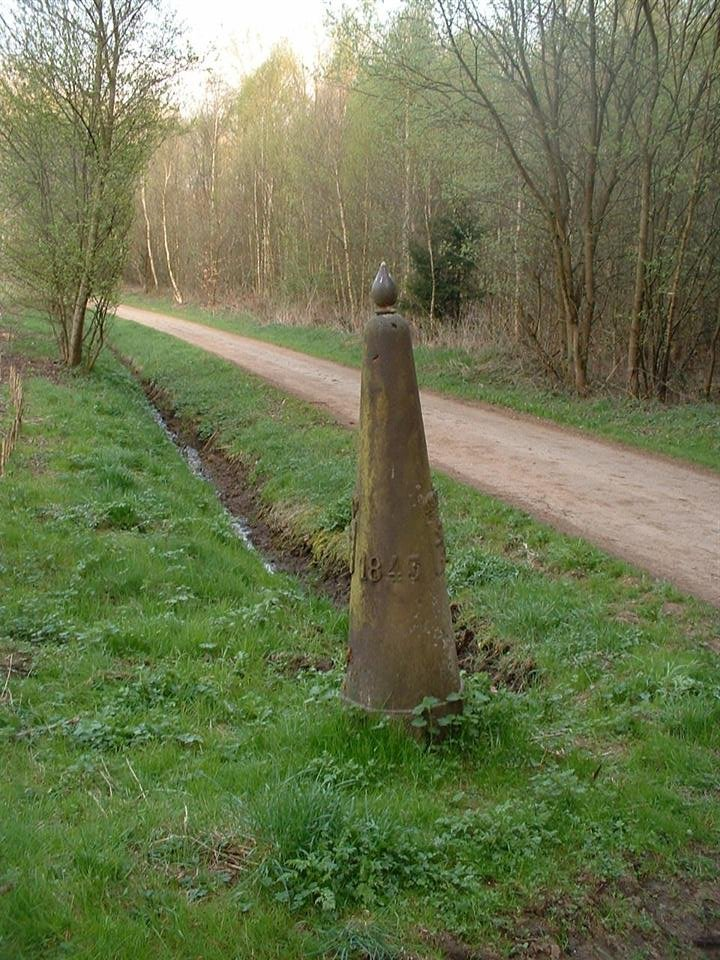
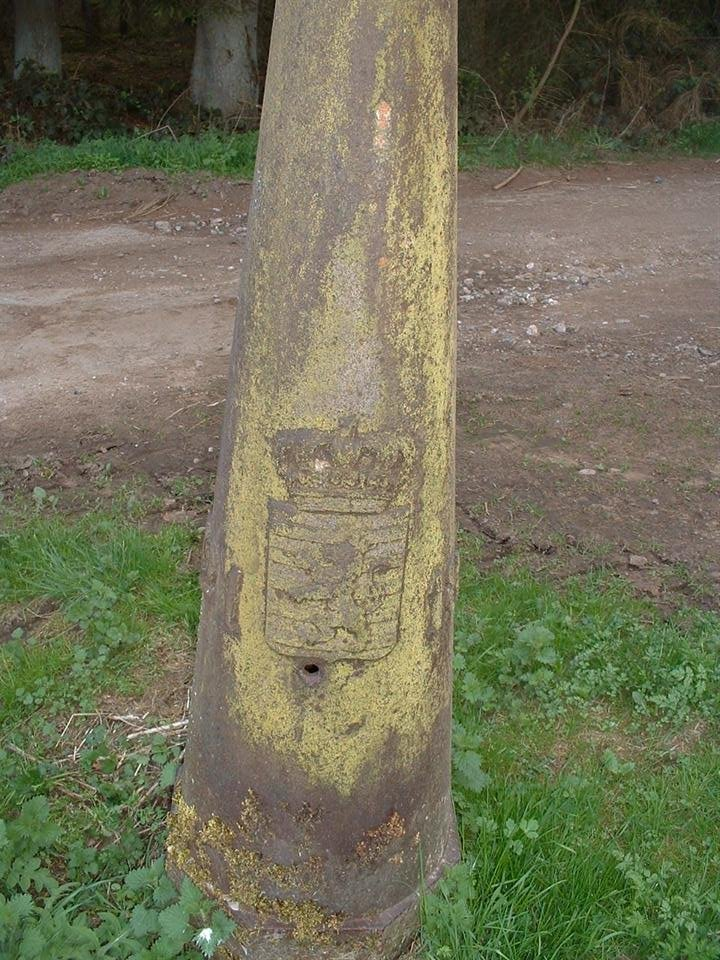
Un trou de cartouche

## Galerie

La zone du luxembourgeois en Belgique
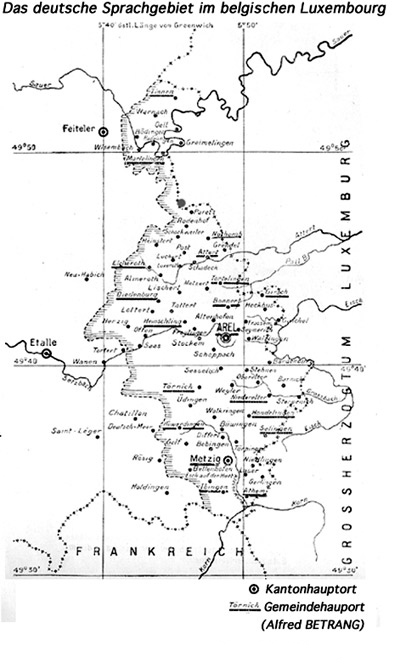
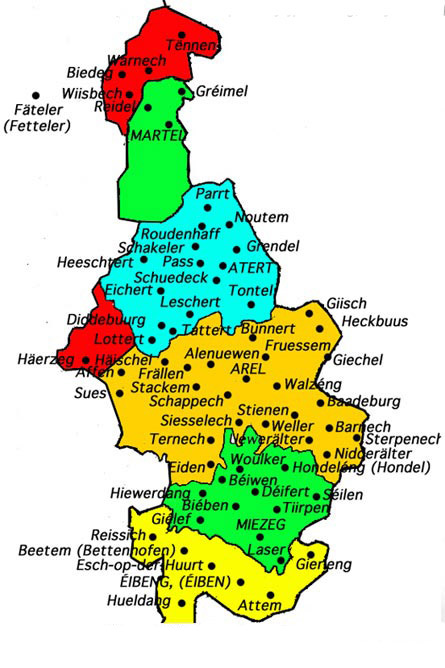
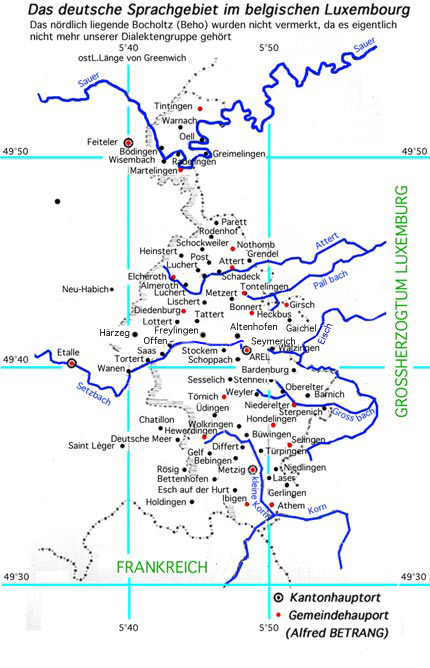

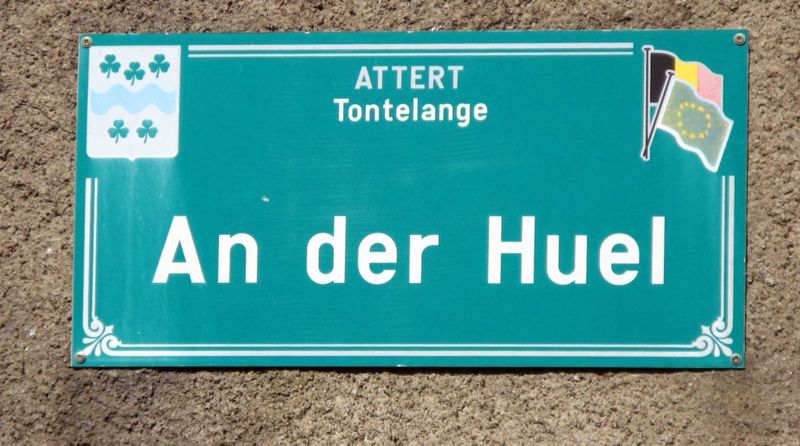
Plaque de rue en luxembourgeois à Tontelange
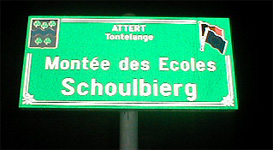
Plaque de rue bilingue français-luxembourgeois à Tontelange
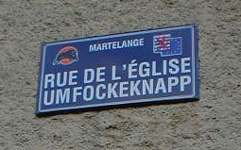
Plaque de rue bilingue français-luxembourgeois à Martelange